# Lacul Negru - Cheile Nărujei I
Lacul Negru - Cheile Nărujei I este o arie protejată de interes național ce corespunde categoriei a IV-a IUCN (rezervație naturală de tip hidrologic, geomorfologic, floristic, faunistic și peisagistic) situată în județul Vrancea, pe teritoriul administrativ al comunei Nistorești. 

## Localizare
Aria naturală cu o suprafață de 20 hectare se află în Munții Vrancei în bazinul superior al râului Năruja, în extremitatea vestică a județului Vrancea, pe teritoriul nord-vestic al satului Vetrești-Herăstrău, în imediata apropiere  a Parcului Național Putna - Vrancea

## Descriere
Rezervația naturală a fost declarată arie protejată prin Legea Nr.5 din 6 martie 2000 (privind aprobarea Planului de amenajare a teritoriului național - Secțiunea a III-a - zone protejate) și reprezintă o zonă montană cu văi, chei (Cheile Nărujei I), luciu de apă (Lacul Negru), turbării și pajiști, ce adăpostește o mare varietste de floră și faună specifică lanțului muntos al Subcarpaților de Curbură